# Niels Krog Bredal
Niels Krog Bredal (født 12. september 1733 i Trondheim, død 26. januar 1778) var en norsk syngespildigter, musikdramatiker og teaterdirektør der fra 1770 virkede i København.
Bredals navn er blandt andet kendt som forfatter af det første danske sangdrama Gram og Signe (1756) i pseudoklassisk stil.
1761-70 var Bredal borgmester i sin fødeby, men flyttede da til København, hvor han 1771 blev meddirektør ved Det Kongelige Teater. Han viste sig her ivrig for at fremme det nationale synge- og sørgespil i nær tilslutning til Johannes Ewalds bestræbelser. Selv søgte han at give sit bidrag med et nyt syngespil Tronfølgen i Sidon.
Men da den første danske teaterkritiker – Peder Rosenstand-Goiske i Den dramatiske Journal – havde givet dette en ublid medfart, hævnede Bredal sig ved at skrive en efterkomedie Den dramatiske Journal, som opførtes efter Tronfølgen 25. november 1771.
Denne uhørte fremgangsmåde gav anledning til stort spektakel i teatret, og aftenen endte med slagsmål mellem "de røde" (officererne), som tog embedsmandens parti, og "de sorte" (studenterne), som tog intelligensens og kritikkens parti. Politimesteren nedlagde forbud mod gentagelse af efterstykket, og Johannes Ewald forevigede teaterskandalen i sin lille, satiriske komedie, De brutale Klappere.
Bredals fortjeneste består deri, at han indførte det danske sangdrama på nationalscenen og derved forberedte banen for et klassisk arbejde som Ewalds Fiskerne.